# Jacamar à joues bleues
Galbula cyanicollis
Espèce
Statut de conservation UICN

 LC  : Préoccupation mineure
Le Jacamar à joues bleues (Galbula cyanicollis) est une espèce d'oiseau de la famille des galbulidés (ou Galbulidae).